# Selección de fútbol sub-17 de Paraguay
La selección de fútbol sub-17 de Paraguay es el equipo que representa al país en la Copa Mundial de Fútbol Sub-17 y en el Sudamericano Sub-17 y es controlada por la Asociación Paraguaya de Fútbol.
La selección paraguaya Sub-17 se basa en el 2023 a futbolistas nacidos después del 1 de enero de 2006 al 31 de diciembre de 2008, debido a que la próxima competencia oficial de esta categoría sería en la Copa Mundial Sub-17 Perú en el 2023, torneo que fue cancelado previamente en el 2021 a causa de la pandemia. Igualmente, el sudamericano Sub-17 de Ecuador 2021 fue cancelado. La última competencia oficial de esta categoría fue en los Juegos Bolivarianos Valledapur de Colombia en 2022.
La albirrojita sub-17 participó de diecisiete Sudamericanos Sub- 17 en toda la historia, desde el primero jugado en Perú en 1986, hasta el último desarrollado en Perú en 2019. Su mejor actuación hasta hoy fue en el campeonato de 1999 que se disputó en Uruguay y que terminó con el único título de vicecampeón continental que Paraguay ostenta en esta categoría.
Además de este vicecampeonato, Paraguay obtuvo otros 3 podios más, en 2001 (en Perú), en 2017 (Chile) y en 2019 (Perú), en ambos torneos llegó tercero, mientras que en 1988, 1997 y en 2015 terminó cuarto, en los últimos dos el Sudamericano fue desarrollado en territorio paraguayo.
El mayor goleador en la historia del seleccionado paraguayo sub-17 es Aldo Jara con 9 goles en 10 partidos jugados, todos en 2001, incluyendo el Sudamericano de Perú (7 goles) y el Mundial de Trinidad y Tobago (2 tantos).
Suman 288 los jugadores paraguayos que tomaron parte de esos diecisiete Sudamericanos Sub-17. Entre todos ellos, los futbolistas con mayor cantidad de presencias son: Christian Palacios, Christian Giménez, Carlos Daniel González, Rodi Ferreira, Blás Riveros y Sergio Díaz, Marcelo Rolón, Ángel Roa, Roberto Fernández y Leonardo Sánchez y Diego Duarte. Estos disputaron 9 partidos, los tres primeros en el Sudamericano de Ecuador 2011 y los tres siguientes en el Sudamericano de Paraguay en 2015 y los 4 últimos en el de Chile 2017, el último jugó 9 partidos en el Sudamericano del 2019.
Paraguay llegó a 4 mundiales Sub-17 de la FIFA, el primero de ellos jugado en Nueva Zelanda en 1999 hasta el disputado en Brasil en 2019, y son precisamente estos dos en los que tuvo mejor resultado llegando a cuartos de final, siendo eliminado por Brasil y Holanda, respectivamente.
Son Alejandro Da Silva, Diego Duarte y Diego Torres los máximos goleadores paraguayos en Mundiales Sub-17, el primero convirtió 3 goles en la cita ecuménica de Nueva Zelanda en 1999 y los otros dos también marcaron por triplicado, pero en el Mundial Sub-17 de Brasil en 2019.
Un total de 95 compatriotas tuvieron la chance de ponerse la Albirroja para jugar un Mundial Sub-17, los que más veces lo hicieron fueron cinco jugadores quienes disputaron 5 partidos cada uno. 
Gustavo Morínigo es el técnico que más partidos dirigió a selecciones Sub-17 de Paraguay en toda la historia, entre los 12 profesionales que pasaron por el cargo. El ex Coordinador General de las Selecciones paraguayas condujo en 27 partidos, ganó 13, empató 9 y perdió 5, sus equipos marcaron 52 goles y recibieron 40. Dirigió en el Sudamericano de Chile 2017 (tercer puesto) y el mundial de India (2017) en el que llegó a cuartos de final, el Sudamericano de Perú 2019 (tercer puesto) y el mundial de Brasil 2019, donde se alcanzó igualmente los cuartos de final.
El jugador más joven en convertir un gol con la Selección Sub-17 fue Fernando Ovelar, en un partido contra Ecuador por el Sudamericano en el 2019. Su gol lo anotó con 15 años, 2 meses y 30 días. Por su parte, el jugador de mayor edad en anotar un gol en esta categoría es Jorge Morel, con 17 años, 8 meses y 28 días, en un partido contra Siria por la Copa del Mundo Sub-17 en Chile.

## Estadísticas

### Copa Mundial Sub-17
| Mundial Sub-17 | Mundial Sub-17   | Mundial Sub-17 | Mundial Sub-17 | Mundial Sub-17 | Mundial Sub-17 | Mundial Sub-17 | Mundial Sub-17 | Mundial Sub-17 |
| Sede / Año     | Resultado        | J              | G              | E              | P              | GF             | GC             |                |
| -------------- | ---------------- | -------------- | -------------- | -------------- | -------------- | -------------- | -------------- | -------------- |
| 1985           | No clasificó     | No clasificó   | No clasificó   | No clasificó   | No clasificó   | No clasificó   | No clasificó   |                |
| 1987           | No clasificó     | No clasificó   | No clasificó   | No clasificó   | No clasificó   | No clasificó   | No clasificó   |                |
| 1989           | No clasificó     | No clasificó   | No clasificó   | No clasificó   | No clasificó   | No clasificó   | No clasificó   |                |
| 1991           | No clasificó     | No clasificó   | No clasificó   | No clasificó   | No clasificó   | No clasificó   | No clasificó   |                |
| 1993           | No clasificó     | No clasificó   | No clasificó   | No clasificó   | No clasificó   | No clasificó   | No clasificó   |                |
| 1995           | No clasificó     | No clasificó   | No clasificó   | No clasificó   | No clasificó   | No clasificó   | No clasificó   |                |
| 1997           | No clasificó     | No clasificó   | No clasificó   | No clasificó   | No clasificó   | No clasificó   | No clasificó   |                |
| 1999           | Cuartos de final | 4              | 2              | 1              | 1              | 10             | 6              |                |
| 2001           | Fase de grupos   | 3              | 2              | 0              | 1              | 5              | 6              |                |
| 2003           | No clasificó     | No clasificó   | No clasificó   | No clasificó   | No clasificó   | No clasificó   | No clasificó   |                |
| 2005           | No clasificó     | No clasificó   | No clasificó   | No clasificó   | No clasificó   | No clasificó   | No clasificó   |                |
| 2007           | No clasificó     | No clasificó   | No clasificó   | No clasificó   | No clasificó   | No clasificó   | No clasificó   |                |
| 2009           | No clasificó     | No clasificó   | No clasificó   | No clasificó   | No clasificó   | No clasificó   | No clasificó   |                |
| 2011           | No clasificó     | No clasificó   | No clasificó   | No clasificó   | No clasificó   | No clasificó   | No clasificó   |                |
| 2013           | No clasificó     | No clasificó   | No clasificó   | No clasificó   | No clasificó   | No clasificó   | No clasificó   |                |
| 2015           | Fase de grupos   | 3              | 1              | 0              | 2              | 8              | 7              |                |
| 2017           | Octavos de final | 4              | 3              | 0              | 1              | 10             | 10             |                |
| 2019           | Cuartos de final | 5              | 3              | 1              | 1              | 13             | 7              |                |
| 2023           | No clasificó     | No clasificó   | No clasificó   | No clasificó   | No clasificó   | No clasificó   | No clasificó   |                |
| 2025           | Clasificado      | Clasificado    | Clasificado    | Clasificado    | Clasificado    | Clasificado    | Clasificado    |                |
| Total          | 5/19             | 19             | 11             | 2              | 6              | 46             | 36             |                |

### Juegos Bolivarianos
| Año             | Ronda             | POS               | PJ                | PG                | PE                | PP                | GF                | GC                |
| --------------- | ----------------- | ----------------- | ----------------- | ----------------- | ----------------- | ----------------- | ----------------- | ----------------- |
| 1938 a 2017     | Sin participación | Sin participación | Sin participación | Sin participación | Sin participación | Sin participación | Sin participación | Sin participación |
| Valledupar 2022 | Campeón           | 1°                | 3                 | 3                 | 0                 | 0                 | 5                 | 3                 |
| Total           | 1/19              | 1/19              | 3                 | 3                 | 0                 | 0                 | 5                 | 3                 |

## Palmarés
| Competición             | Campeón  | Subcampeón | Tercer lugar          | Cuarto lugar |
| ----------------------- | -------- | ---------- | --------------------- | ------------ |
| Campeonato Sudamericano |          | 1 (1999)   | 3 (2001, 2017 y 2019) |              |
| Juegos Bolivarianos     | 1 (2022) |            |                       |              |

## Última convocatoria
Lista de 23 jugadores convocados para los Juegos Sudamericanos 2023 sub-17 que serán disputados entre el 2 de abril al 9 de abril del año 2023.
| N.º | Nombre              | Posición      | Edad    | Club                         |
| --- | ------------------- | ------------- | ------- | ---------------------------- |
| 1   | Jesús Peralta       | Portero       |         | Club Olimpia                 |
| 2   | Facundo Insfrán     | Portero       |         | Club Olimpia                 |
| 3   | Dylan Bobadilla     | Portero       |         | Club Cerro Porteño           |
| 4   | Rodrigo Gómez       | Defensa       |         | Club Cerro Porteño           |
| 5   | Fernando Galeano    | Defensa       |         | Club Olimpia                 |
| 6   | Rolando Mongelós    | Defensa       |         | Club Cerro Porteño           |
| 7   | Oscar López         | Defensa       |         | Club Cerro Porteño           |
| 8   | Alex Sosa           | Defensa       |         | Club Guarani                 |
| 9   | Emilio Acosta       | Defensa       |         | Cerro Porteño                |
| 10  | Axel Balbuena       | Defensa       |         | Club Atlético Lanús          |
| 11  | Ángel Aguayo        | Mediocampista |         | Club Sol de America          |
| 12  | Rodrigo Villalba    | Mediocampista |         | Club Libertad                |
| 13  | Fabricio Baruja     | Mediocampista |         | Club Olimpia                 |
| 14  | Paulo Riveros       | Mediocampista |         | Club Olimpia                 |
| 15  | Jorge Mora          | Mediocampista |         | Club Sol de America          |
| 16  | Ever Coronel        | Mediocampista |         | Club Guarani                 |
| 17  | Lucas Guiñazu       | Mediocampista |         | Club Atlético de Talleres    |
| 18  | Fernando Viveros    | Mediocampista |         | Club Libertad                |
| 19  | Miguel Giménez      | Mediocampista |         | Club Estudiantes de la Plata |
| 20  | David Fernández     | Delantero     |         | Club Sol de America          |
| 21  | Fernando Leguizamon | Delantero     |         | Club Sportivo Ameliano       |
| 22  | César Miño          | Delantero     |         | Club Guarani                 |
| 23  | Juan Sánchez        | Delantero     |         | Club Cerro Porteño           |
| DT  | Aldo Bobadilla      | Entrenador    | 48 años |                              |

- Nota: Los clubes mencionados de los jugadores se basan en el momento de la convocatoria.